# Eparchia di Voznesens'k
L'eparchia di Voznesens'k (in ucraino: Вознесенська єпархія; in russo Вознесенская епархия?) è una diocesi della Chiesa ortodossa ucraina del Patriarcato di Mosca.

## Territorio
L'eparchia comprende i nuovi distretti ucraini, istituiti nel 2020, di Pervomajs'k e Voznesens'k nell'oblast' di Mykolaïv.
Sede eparchiale è la città di Voznesens'k, dove si trova la cattedrale dell'Ascensione.
L'eparca ha il titolo ufficiale di «eparca di Voznesens'k e Pervomajs'k».

## Storia
L'eparchia è stata eretta dal Santo Sinodo della Chiesa ortodossa ucraina del Patriarcato di Mosca il 25 agosto 2012 separandone il territorio dall'eparchia di Mykolaïv.